# 元山站 (香川縣)
元山站（日语：／ Motoyama eki */?）是位於香川縣高松市、隷屬於高松琴平電氣鐵道（琴電）長尾線的車站。車站編號為N06，現時為無人車站。車站建於香川縣道10號旁。

## 車站構造

### 站房
現存有木製小型站房一座，是由開站以來一直使用至今，2009年連同琴電屋島站、瀧宮站站房及其他琴電的建設，獲經濟產業省評定為「近代化產業遺產」。無人化後，原來的站務室改為候車室，候車大堂則放罝了一座簡易式自動售票機、對應出、入閘的IC卡感應器一組、自動販賣機及一張候車長櫈。至於在站房外，則另外加建了一座男、女共用的洗手間。
通過開放式閘口後，可從梯級或無障礙通道前往月台。

### 月台

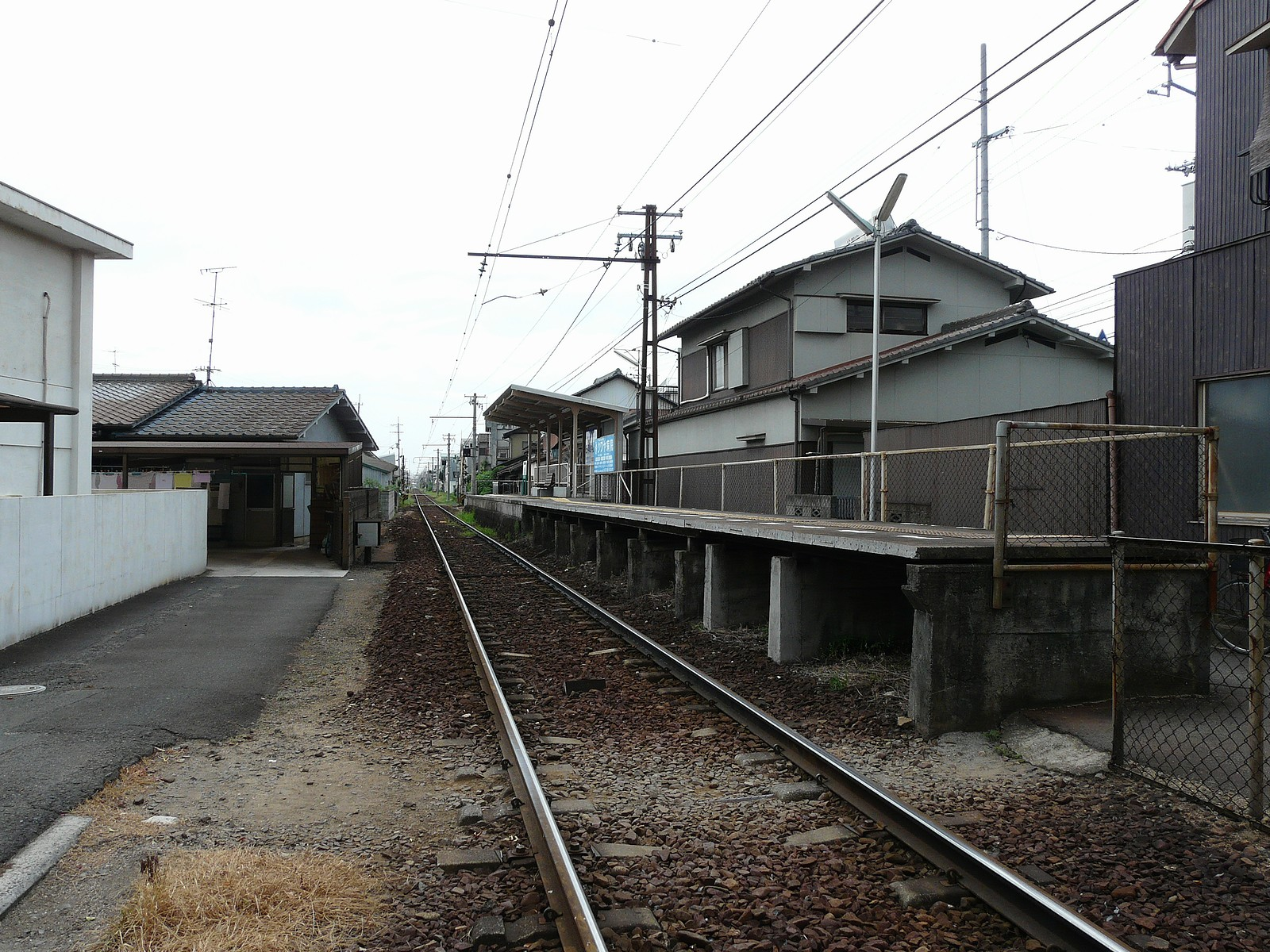
月台望向水田一方

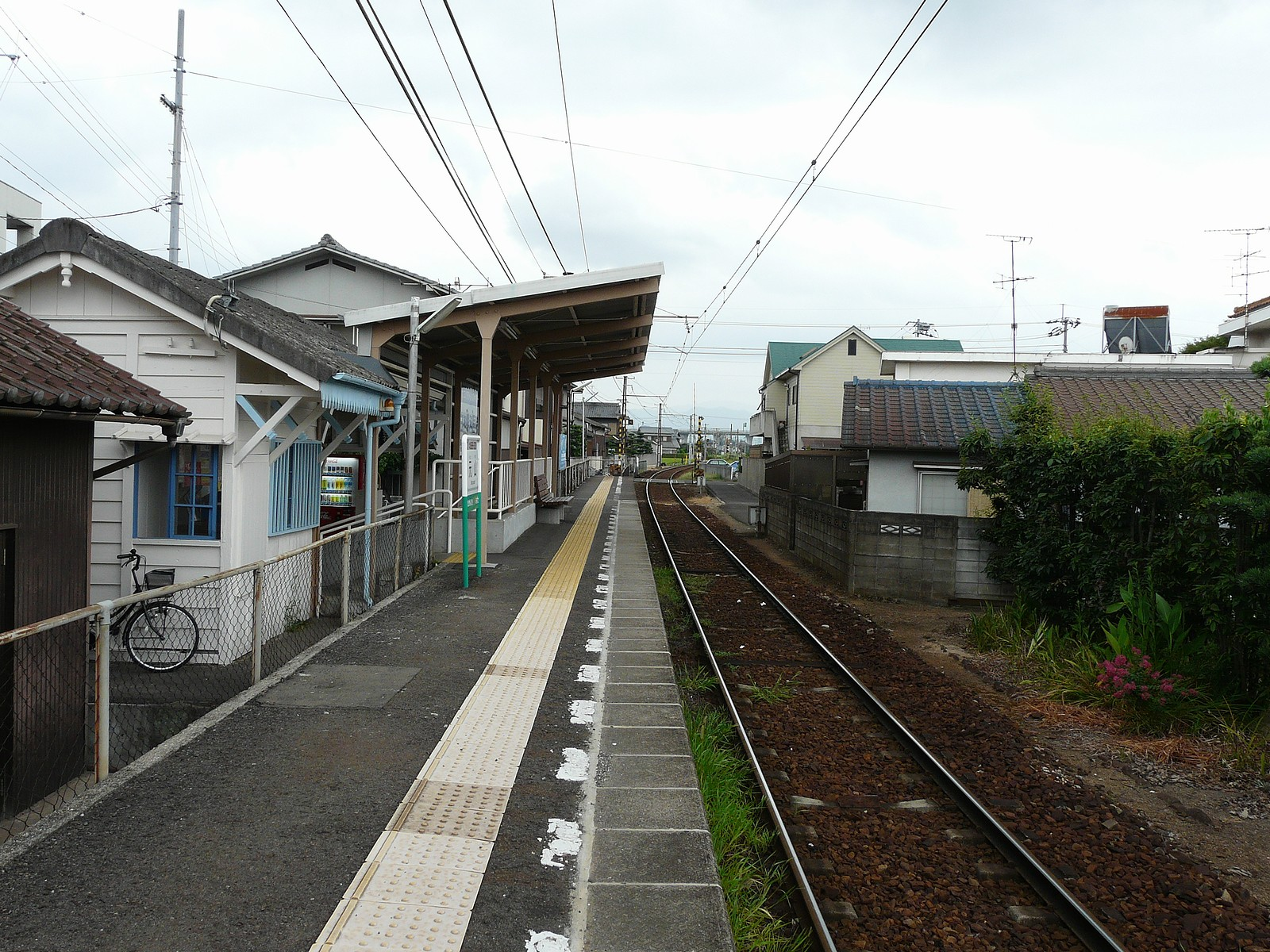
月台望向木太東口一方

設有側式月台1座，長度為約50米。其中月台中央設有約12米長的有蓋候車亭，並設有候車長櫈一張。列車停靠時，往高松築港方向為右側上落；往長尾方向為左側上落。
在1950年代前，此站曾經設有另一個側式月台，現時相關部份已變為住宅用地，並已建有樓房，有關的交換配置痕跡亦不再復見。
| 路線     | 方向 | 目的地         | 備註 |
| -------- | ---- | -------------- | ---- |
| ■ 長尾線 | 上行 | 高松築港方向   |      |
| ■ 長尾線 | 下行 | 平木、長尾方向 |      |

## 歷史
- 1912年4月30日：車站啟用。
- 2006年2月28日：斜道工程完成，此站設有無障礙設施。
- 2009年2月6日：獲經濟產業省評定為「近代化產業遺產」[1][2][3]。

## 使用狀況
| 1日上落人數推斷 | 1日上落人數推斷 |
| 年度            | 1日平均人數     |
| --------------- | --------------- |
| 2011            | 634             |
| 2012            | 654             |
| 2013            | 695             |
| 2014            | 710             |
| 2015            | 772             |
| 2016            | 802             |
| 2017            | 854             |
| 2018            | 857             |
| 2019            | 916             |
| 2020            | 782             |
| 2021            | 782             |
| 2022            | 859             |

## 相鄰車站
高松琴平電氣鐵道
■長尾線
木太東口（N05）－元山（N06）－水田（N07）

## 外部連結
- 高松琴平電鐵元山站資訊 （页面存档备份，存于）（日語）